# Берега и склоны Вупперского водохранилища
Берега и склоны Вупперского водохранилища (нем. Ufer und Talhaenge der Wuppertalsperre) — природоохранная территория в земле Северный Рейн-Вестфалия (Германия). Поставлена под охрану государства в 2013 году. Код территории: GM-083 (природоохранная территория в пределах административной границы района Обербергиш с центром в городе Гуммерсбах (сокращение GM) номер 83).

## Географическое положение
Природоохранная территория состоит из трёх отдельных участков общей площадью 98,6 га и простирается к северу от центральной части города Хюккесваген и к северу от поселения Хуммельтенберг по обеим сторонам Вупперского водохранилища.
Справа от Вуппера, недалеко от деревни Нидерхомбрехен, придоохранная территория граничит с другим охраняемым районом — «Долина Ляйвербах и её склоны» (GM-084).
На севере GM-083 заканчивается у деревни Дёрперхёе (левый берег Вупперского водохранилища) и у деревни Оберхомбрехен (правый берег водохранилища). Сам Вуппер не является частью заповедной территории.

## Значение и цели защиты
Целями защиты являются сохранение и развитие района как ценной среды обитания для различных видов растений и животных, что имеет особое значение для качества воды в Вупперском водохранилище. Также задачей охраны является сохранение и развитие почти естественных лиственных лесов, открытых участков суши и небольших водоёмов.

## Общая характеристика
В южной части по обеим сторонам водохранилища у берега проходят асфальтированные велосипедно-пешеходные дорожки. Они отделяют прибрежные кустарники и влажные  высокотравные луга от склоновых, в основном почти естественных лесов. Далее на север переход между прибрежными лесами или прибрежными высокими травянистыми коридорами и лесистыми склонами незаметный и троп нет.
Почти естественные лиственные леса занимают самую большую площадь заповедной территории. Они представлены как буковыми рощами с различной долей дуба и типичным травяным ярусом или как чистыми дубовыми участками леса. Почти на всех участках, покрытых лиственными породами, присутствует старая и мёртвая древесина. Береза и сосна обыкновенная являются второстепенными породами деревьев. Падуб особенно выделяется в кустарниковом ярусе.
Помимо почти естественных лиственных лесов, произрастают еловые леса. В среднесрочной и долгосрочной перспективе еловые насаждения будут заменяться лиственными древесными породами, типичные для данной местности.
В горных склоновых лесах отмечены многочисленные источники с типичной влажной растительностью.
Достаточно много открытых пространств, используемых под пастбища. Местами созданы пруды и присутствуют деревянные постройки. Вся территория включена в крупный биотоп BK-4810-00397.
На природоохранной территории выявлено около 200 видов растительности.

## Галерея

Ландшафты природоохранной территории
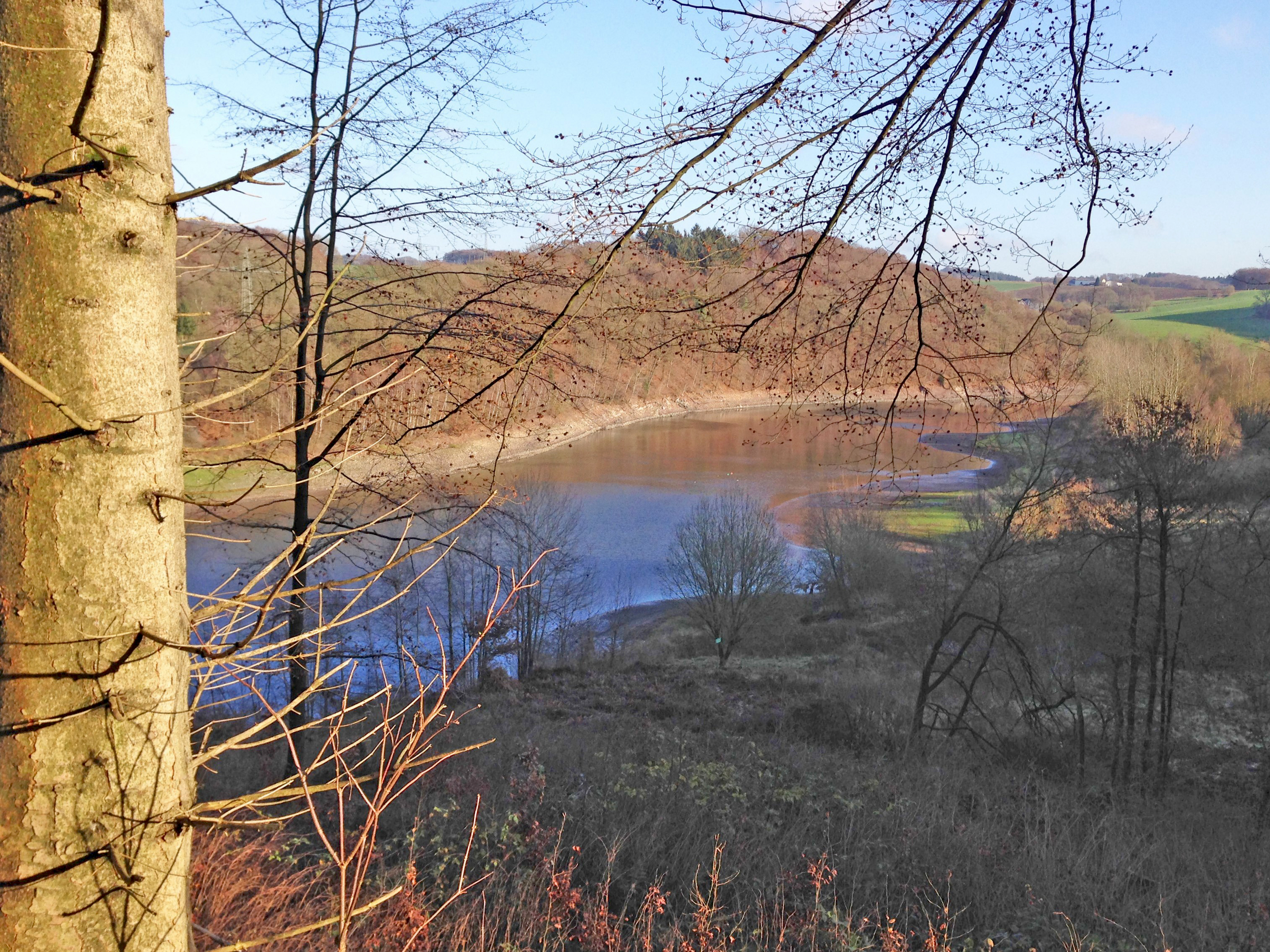
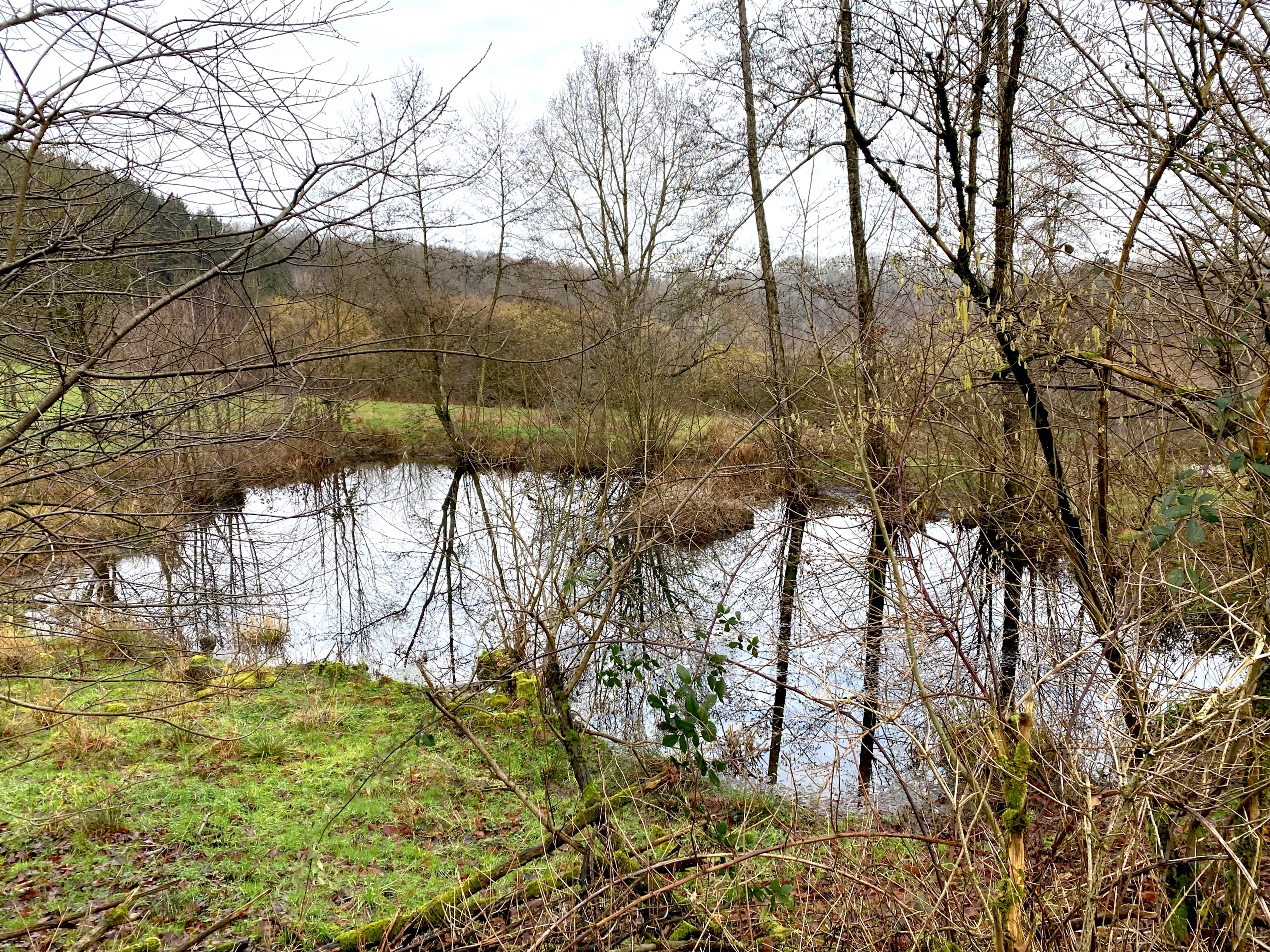
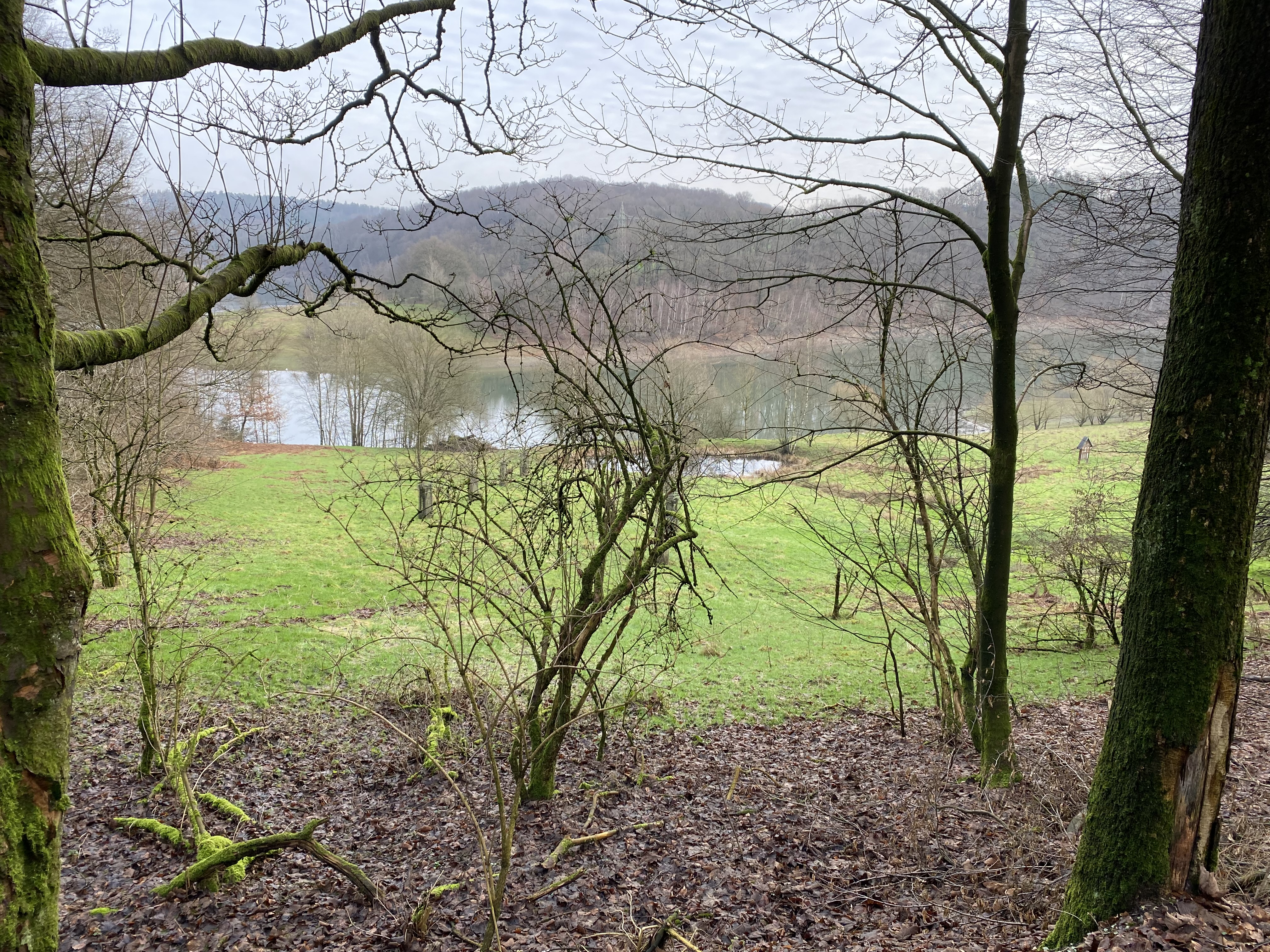
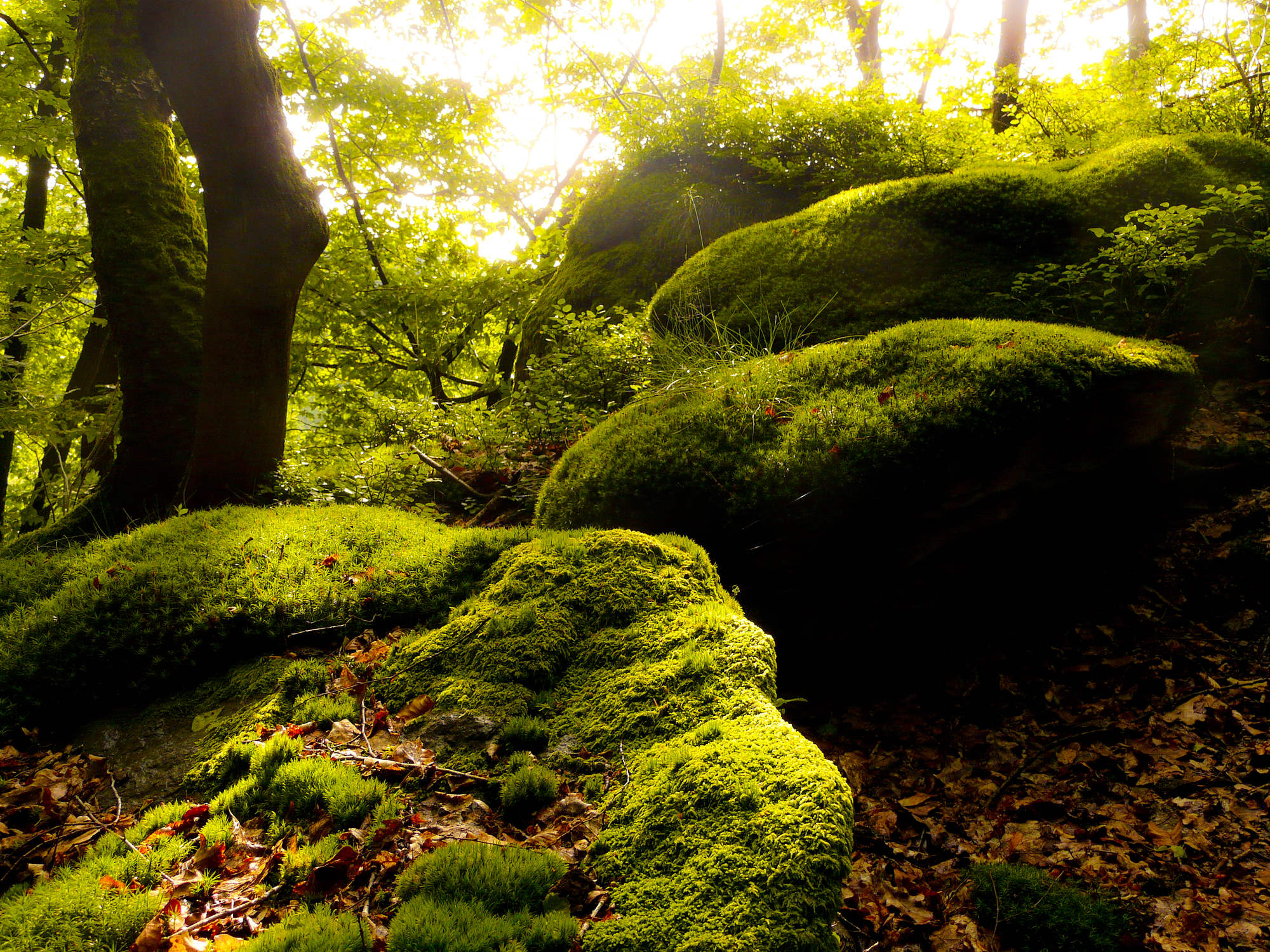
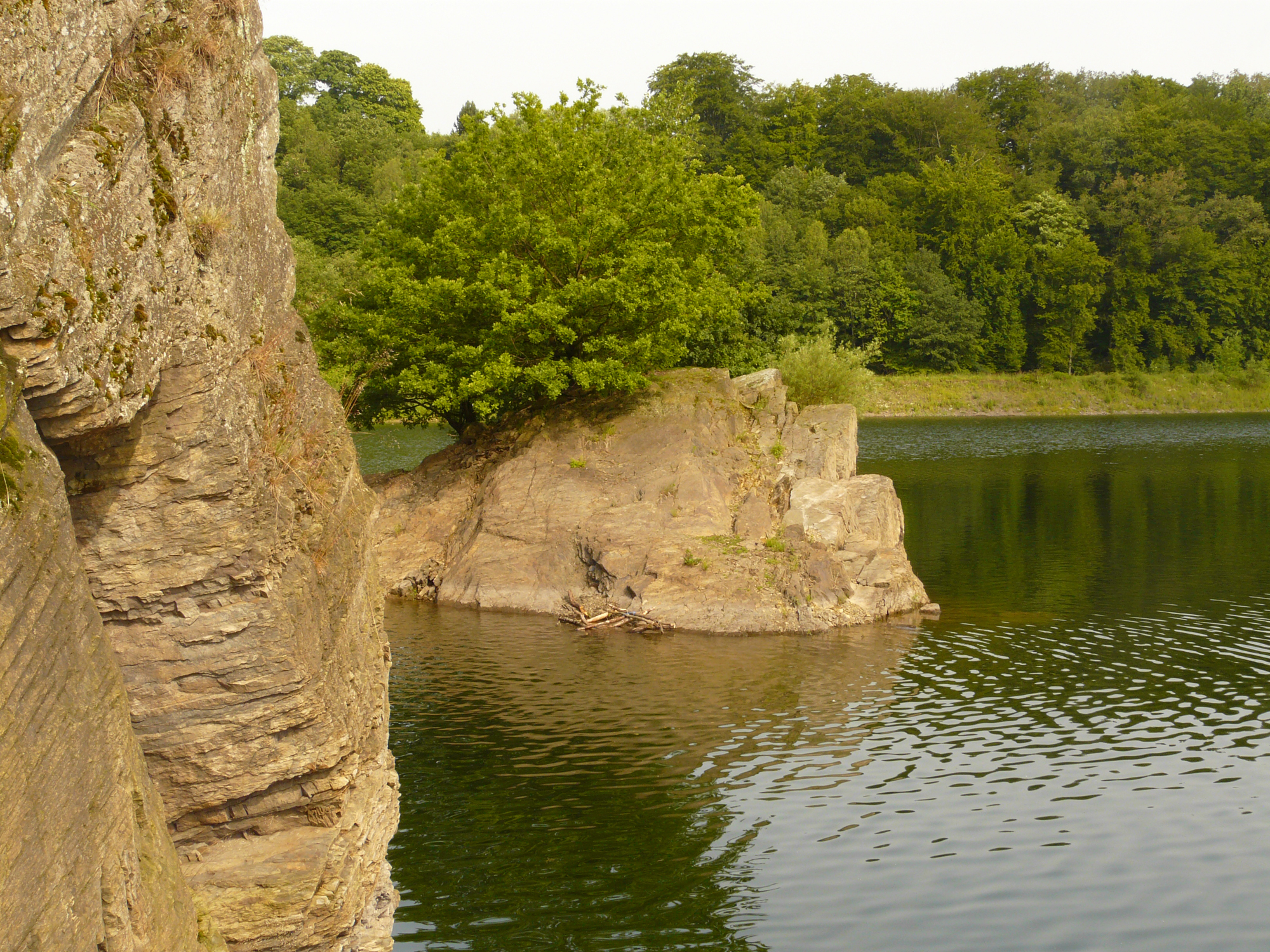